# Nabis (Nabidae)
Genre
Nabis est un genre d'insectes hémiptères de la famille des Nabidae.

## Classification
Le genre Nabis a été créé en 1802 par Pierre-André Latreille qui le classe dans la famille des Cimicidae,. En 1937 Nicolas Théobald déclare ce genre dans la famille des Reduviidae. Enfin, en 2020, Daniel R. Swanson (d) et Sam William Heads (d) le classent dans la tribu des Nabini et la famille des Nabidae,.

## Liste des sous-genres et espèces
- Nabis argentinus Meyer-Dür, 1870
- Nabis blackburni White, 1978
- Nabis chinai Kerzhner, 1970
- Nabis chinensis Ren & Hsiao, 1981
- Nabis curtipennis Blackburn, 1888
- Nabis ealapaeoensis Kerzhner, 1968
- Nabis faminei Stål, 1859
- Nabis gagneorum Polhemus, 1999
- Nabis galapagoensis Kerzhner, 1968
- Nabis giffardi Van Duzee, 1936
- Nabis gracillima Heer, 1865
- Nabis heissi Kerzhner, 2006
- Nabis himalayensis Ren, 1988
- Nabis hsiaoi Kerzhner, 1992
- Nabis kaohinani (Kirkaldy, 1909)
- Nabis kavahalu (Kirkaldy, 1907)
- Nabis kerasphoros (Kirkaldy, 1907)
- Nabis koelensis Blackburn, 1888
- Nabis livida Heer, 1853
- Nabis lolupe (Kirkaldy, 1908)
- Nabis lucida Germar & Berendt, 1856
- Nabis lusciosus White, 1877
- Nabis maculata Heer, 1853
- Nabis morai (Kirkaldy, 1902)
- Nabis nepalensis Kerzhner, 1992
- Nabis nesiotes (Kirkaldy, 1909)
- Nabis nigriventris Stal, 1862
- Nabis nubicola (Kirkaldy, 1909)
- Nabis nubigenus (Kirkaldy, 1908)
- Nabis nukuhiva Polhemus, 2002
- Nabis oscillans Blackburn, 1888
- Nabis paludicola (Kirkaldy, 1908)
- Nabis paranensis Harris, 1931
- Nabis pele (Kirkaldy, 1909)
- Nabis procellaris (Kirkaldy, 1908)
- Nabis punctipennis Blanchard, 1852
- Nabis reductus Kerzhner, 1968
- Nabis renae Kerzhner, 2006
- Nabis roripes Stål, 1860
- Nabis rubritinctus Blackburn, 1888
- Nabis seticrus Harris, 1930
- Nabis sharpianus (Kirkaldy, 1902)
- Nabis silvicola (Kirkaldy, 1908)
- Nabis sordidus Reuter, 1872
- Nabis spinicrus (Reuter, 1890)
- Nabis subrufus White, 1877
- Nabis sylvestris (Kirkaldy, 1908)
- Nabis tandilensis (Berg, 1884)
- Nabis tarai (Kirkaldy, 1902)
- Nabis truculentus (Kirkaldy, 1908)
- Nabis vagabunda Heer, 1853
- sous-genre Nabis (Aspilaspis) Stal, 1873
  - Nabis indicus (Stal, 1873)
  - Nabis pallidus Fieber, 1861
  - Nabis viridulus Spinola, 1837
- sous-genre Nabis (Australonabis) Strommer, 1988
  - Nabis biformis (Bergroth, 1927)
  - Nabis fraternus Kerzhner, 1970
  - Nabis larvatus Kerzhner, 1970
- sous-genre Nabis (Dolichonabis) Reuter, 1908
  - Nabis americolimbatus (Carayon, 1961)
  - Nabis limbatus Dahlbom, 1851
  - Nabis majusculus (Kerzhner, 1968)
  - Nabis nigrovittatus J. Sahlberg, 1878
  - Nabis tesquorum (Kerzhner, 1968)
  - Nabis valentinae Kerzhner, 2006
- sous-genre Nabis (Halonabis) Reuter, 1890
  - Nabis occidentalis (Kerzhner, 1963)
  - Nabis sareptanus Dohrn, 1862
  - Nabis sinicus (Hsiao, 1964)
- sous-genre Nabis (Limnonabis) Kerzhner, 1968
  - Nabis demissus (Kerzhner, 1968)
  - Nabis lineatus Dahlbom, 1851
  - Nabis ponticus (Kerzhner, 1962)
  - Nabis propinqua (Reuter, 1872)
  - Nabis sauteri (Poppius, 1915)
  - Nabis ussuriensis (Kerzhner., 1962)
- sous-genre Nabis (Milu) Kirkaldy, 1907
  - Nabis apicalis Matsumura, 1913
  - Nabis medogensis Ren, 1988
  - Nabis potanini Bianchi, 1896
  - Nabis reuteri Jakovlev, 1876
  - Nabis semiferus Hsiao, 1964
  - Nabis yulongensis Ren & G.Q. Liu, 1989
- sous-genre Nabis (Nabicula) Kirby, 1837
  - Nabis flavomarginatus Scholtz, 1847
  - Nabis subcoleoptratus Kirby, 1837
  - Nabis vanduzeei (Kirkaldy, 1901)
- sous-genre Nabis (Nabis) Latreille, 1802
  - Nabis brevis Scholz, 1847
  - Nabis cinerascens Horváth, 1904
  - Nabis consobrinus Bianchi, 1896
  - Nabis edax Blatchely, 1929
  - Nabis ericetorum Scholtz, 1847
  - Nabis ferus (Linnaeus, 1758)
  - Nabis hispanicus Remane, 1964
  - Nabis intermedius Kerzhner, 1963
  - Nabis mediterraneus Remane, 1962
  - Nabis meridionalis Kerzhner, 1963
  - Nabis mexicanus Remane, 1964
  - Nabis palifer Seidenstücker, 1954
  - Nabis persimilis Reuter, 1890
  - Nabis provencalis Remane, 1953
  - Nabis pseudoferus Remane, 1949
  - Nabis punctatus A. Costa, 1847
  - Nabis remanei Kerzhner, 1962
  - Nabis reuterianus Puton, 1880
  - Nabis riegeri Kerzhner, 1996
  - Nabis roseipennis Reuter, 1872
  - Nabis rufusculus Reuter, 1872
  - Nabis rugosus (Linnaeus, 1758)
  - Nabis sinoferus Hsiao, 1964
  - Nabis stenoferus Hsiao, 1964
  - Nabis wudingensis Ren, 1998
- sous-genre Nabis (Philobatus) Kerzhner, 1968
  - Nabis christophi Dohrn, 1862
- sous-genre Nabis (Reduviolus) Kirby, 1837
  - Nabis alternatus Parshley, 1922
  - Nabis americanus Remane, 1964
  - Nabis americoferus Carayon, 1961
  - Nabis inscriptus (Kirby, 1837)
  - Nabis kalmii Reuter, 1872
- sous-genre Nabis (Tropiconabis) Kerzhner, 1968
  - Nabis capsiformis Germar, 1838
  - Nabis consimilis (Reuter, 1912)
  - Nabis kinbergii Reuter, 1872
  - Nabis latior Kerzhner & Henry, 2008
  - Nabis maoricus Walker, 1873

- Nabis prototypus est considérée comme nomen dubium.

## Espèces fossiles
Selon Paleobiology Database en 2023, ce genre a quatre espèces fossiles référencées :
- †Nabis lividus Heer, 1853
- †Nabis lucidus Germar & Berendt, 1856
- †Nabis maculatus Heer, 1853 avec un synonyme Nabis maculata
- †Nabis vagabundus Heer, 1853

## Galerie

Quelques espèces vivantes du genre Nabis.
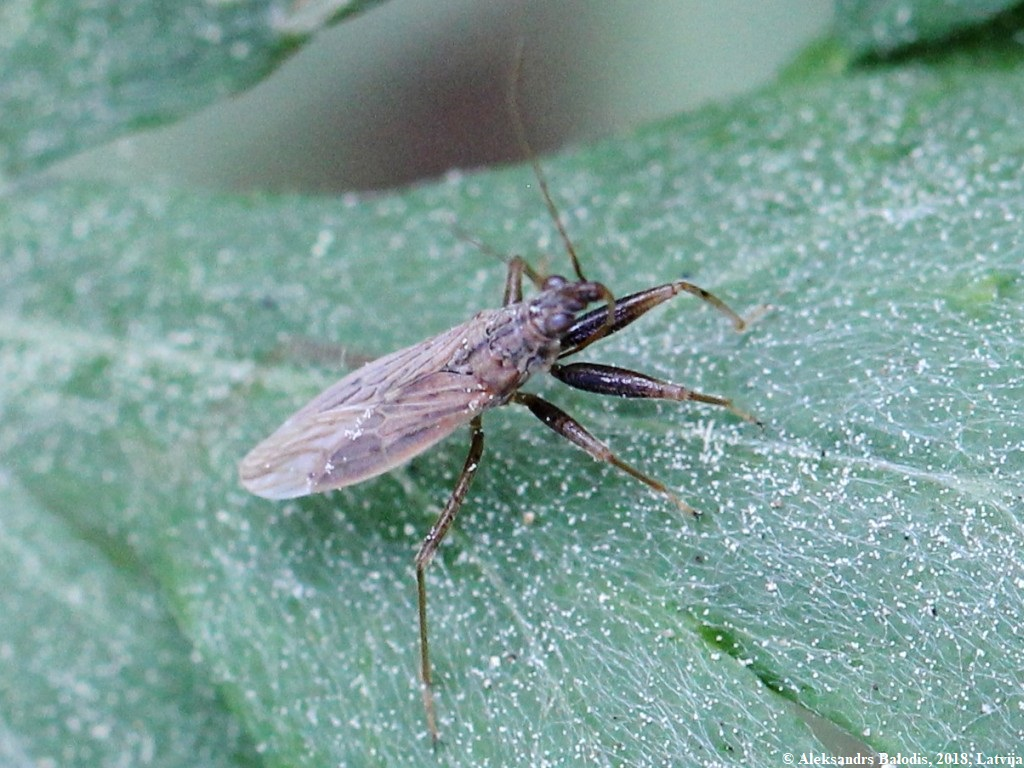
Nabis brevis.
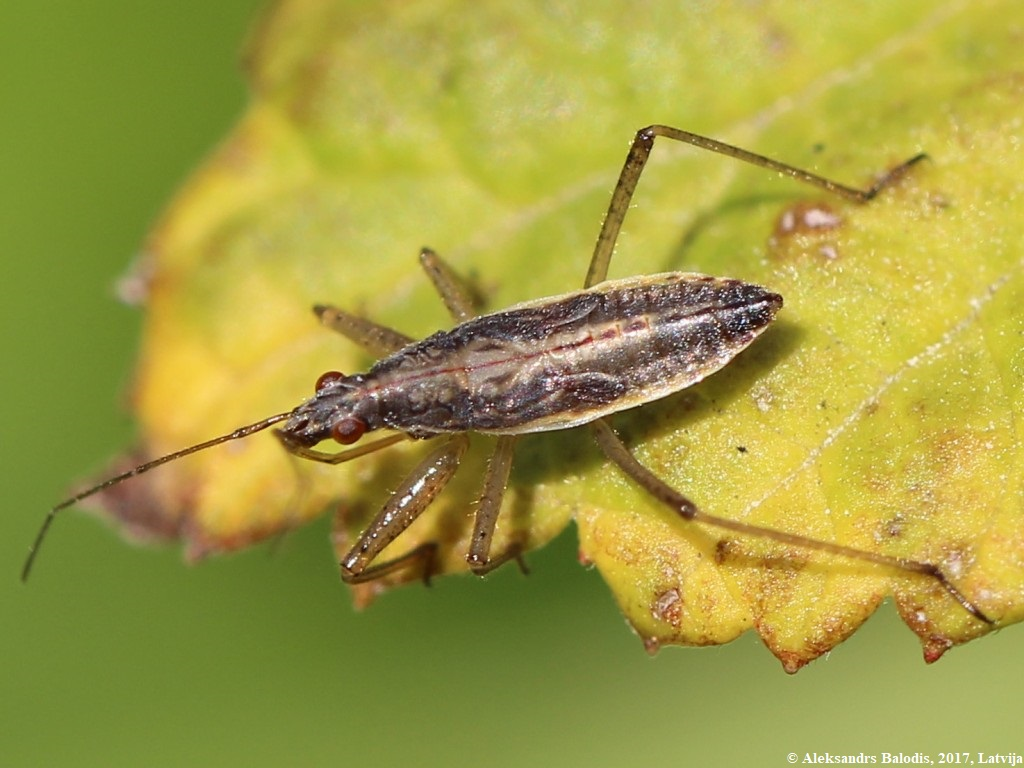
Nabis ferus.
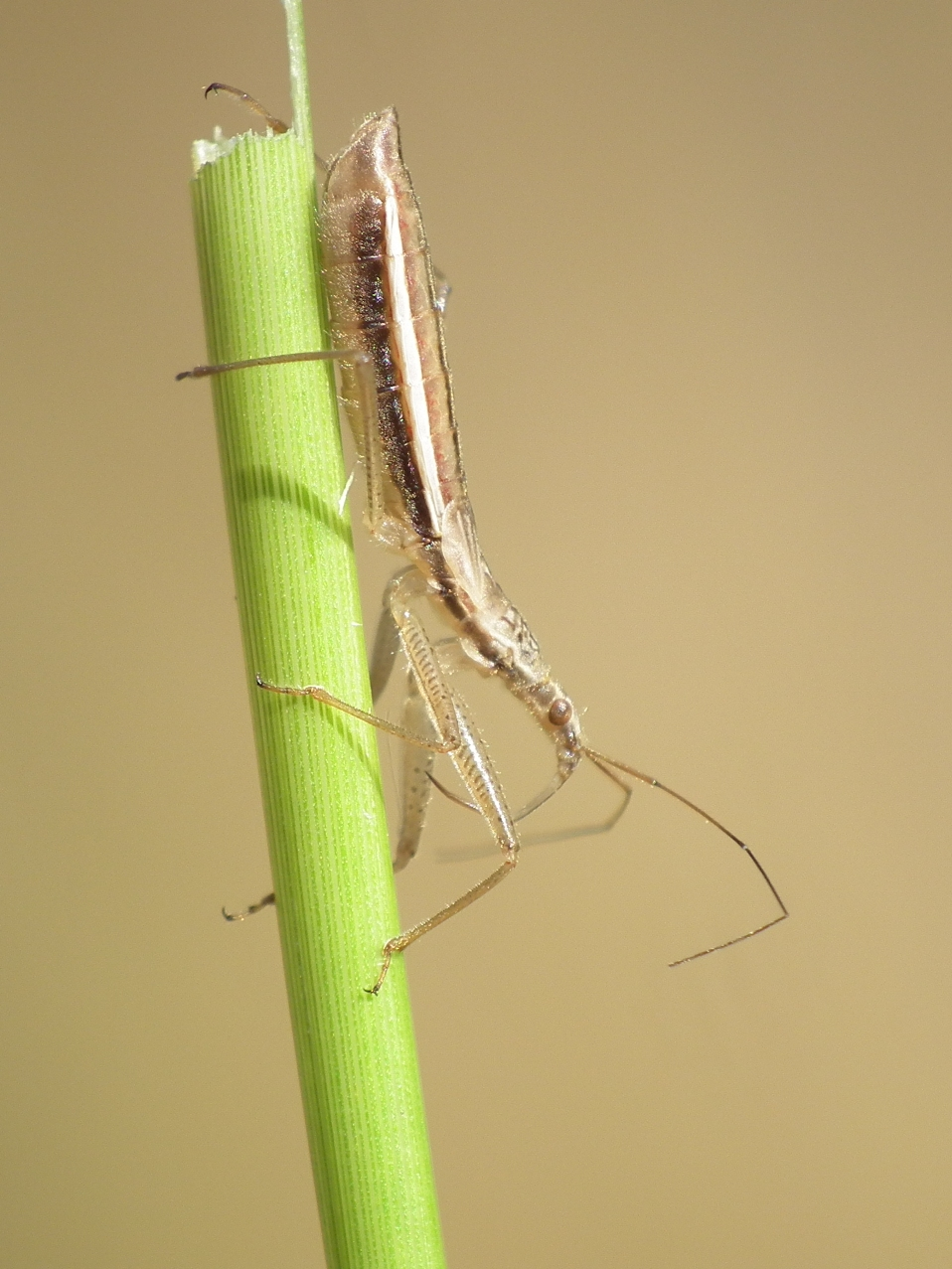
Nabis lineatus.
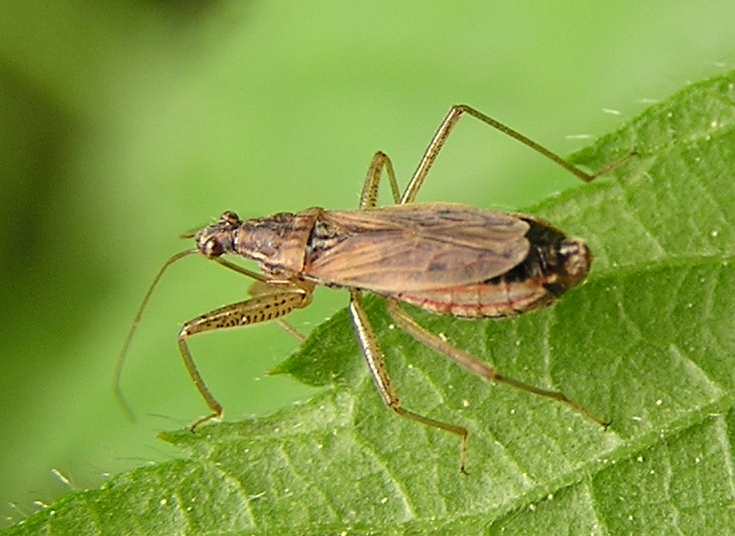
Nabis rugosus.

### Publication originale
- P. A. Latreille, Histoire Naturelle, Générale et Particulière des Crustacés et des Insectes, rédigé par C. S. Sonnini. F. Dufart, Paris, vol. 3, 1802, i-xii; 13-467.